# Monte di Giovanni del Fora
Monte di Giovanni del Fora  ou Monte di Giovanni di Miniato, dit del Fora (Florence, v. 1448 - v. 1533) est un peintre italien, enlumineur et  mosaïste de l'école florentine.

## Biographie
Monte di Giovanni del Fora est le fils du sculpteur Giovanni di Miniato dit il Fora et a commencé sa carrière au cours des années 1460 dans un atelier du livre, en collaboration avec ses deux frères Gherardo et Bartolomeo.
Au cours de sa carrière il a été influencé par de nombreux peintres comme Fra Filippo Lippi et les maîtres de l'art hollandais contemporain.
On ne connait pas grand chose de son activité en tant que peintre, principalement sur panneau.  
Dans son domaine, par sa vaste gamme de thèmes classiques et mythologiques, par ses grotesques, camées et œuvres à thèmes littéraires sur des sujets antiques, il a été précurseur de Filippino Lippi.
Parmi les caractéristiques les plus importantes de son art, figure une vaste gamme de références iconographiques, à la fois religieuses et profanes.
Son enluminure se caractérise sur une imagerie exubérante riche et sophistiquée. 
Il a travaillé pour de grands souverains d'Europe comme Manuel Ier de Portugal et le roi de Hongrie, Matthias Corvin.
Monte di Giovanni del Fora est le frère de Gherardo di Giovanni del Fora (1445-1497), avec qui il a collaboré dans de nombreuses enluminures, et Bartolomeo (1442-1494), tous deux peintres.

## Œuvres

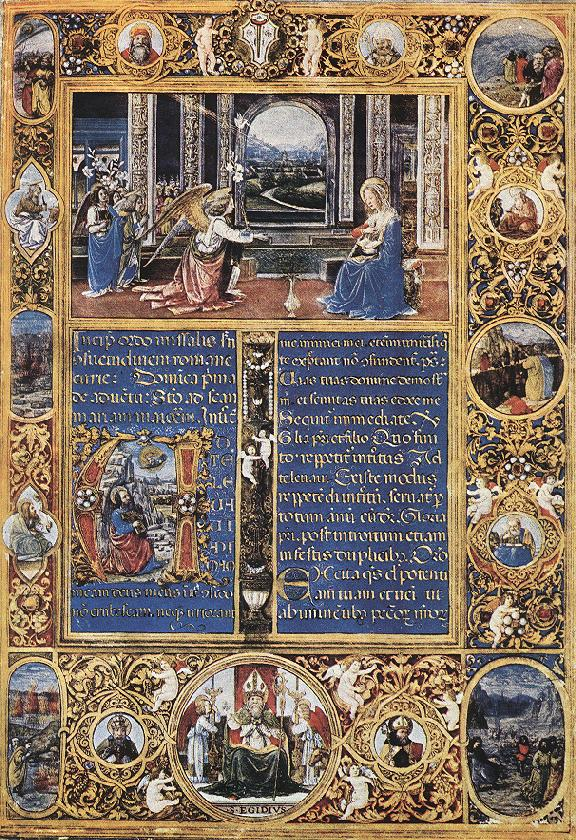
Enluminure du Messale di Sant'Egidio (1474), Musée du Bargello.

- Portrait en mosaïque de saint Zénobe (1504), Museo dell'Opera del Duomo, Florence[1].
- À Florence, Monte a reçu de nombreuses commandes de livres illustrés d'ordres religieux prestigieux : cathédrale, San Giovanni, chanoines de San Lorenzo, couvents San Marco et de la Santissima Annunziata, Ospedale degli Innocenti, Arcispedale Santa Maria Nuova et des plus importantes familles florentines : Médicis, Strozzi, Camillo Maria Vitelli.
- Miniatures, primauté de Pise,
- Miniatures, cathédrale d'Aoste
- Missel de  Sant'Egidio (1474), Musée national du Bargello, Florence (en collaboration avec son frère Gherardo).
- Une miniature de la Bible de Mathias Corvin, bibliothèque Laurentienne
- Bible de Belém, collaboration aux tomes 4 et 6 avec son frère et Attavante degli Attavanti, vers 1497, Institut des archives nationales, Lisbonne